# Jamie Begian
Jamie Begian is een Amerikaanse jazz-gitarist, bigbandleider en componist. 
Begian studeerde aan Hartt School of Music in West Hartford (Connecticut) en leidde enkele jazzgroepen, voordat hij in 1989 naar New York ging, waar hij studeerde aan Manhattan School of Music.
In 1991 ging hij zelf les geven aan Western Connecticut State University, waaraan hij nog steeds verbonden is.
Vanaf 1993 studeerde hij compositie aan BMI Jazz Composers Workshop dat onder leiding staat van Jim McNeely en zich richt op het componeren voor grotere groepen. Ook had hij lessen bij trombonist Bob Brookmeyer.
In 1997 begon hij een eigen trio, met Peter Retzlaff (drums) en David Ambrosio (piano).
In 1999 gaf hij voor het eerst een optreden met wat de Jamie Begian Big Band is geworden, een orkest met zo'n zeventien man dat zijn thuisbasis in New York heeft. Met dit orkest nam hij twee platen op, waarvan vooral Big Fat Grin (onder meer met gitarist Bruce Arnold) goed ontvangen werd.
Sinds 2005 heeft hij ook een kwartet, waarin enkele van zijn studenten spelen. Begian maakt deel uit van het componistencollectief "Pulse". Naast zijn werk als docent in Connecticut geeft hij ook les aan New York University.

## Discografie
- Trance, 2003
- Big Fat Grin, Innova Recordings, 2010